# Басбас, Аззедин
Аззедин Басбас (араб. عز الدين بسبس‎; род. 30 января 1967, Барика, Батна) — алжирский тяжелоатлет. Участник летних Олимпийских игр 1988, 1992 и 1996 годов, трёхкратный чемпион Африки 1988, 1989 и 1993 годов, чемпион Всеафриканских игр 1991 года, серебряный призёр Всеафриканских игр 1995 года.

## Биография
Аззедин Басбас родился 30 января 1967 года в алжирском городе Барика.
В 1988 году завоевал золотую медаль чемпионата Африки по тяжёлой атлетике в Каире в весовой категории до 60 кг.
В том же году вошёл в состав сборной Алжира на летних Олимпийских играх в Сеуле. В весовой категории до 56 кг занял 10-е место, подняв в сумме двоеборья 245 кг (107 кг в рывке + 137,5 кг в толчке) и уступив 47,5 кг завоевавшему золото Оксену Мирзояну из СССР.
В 1989 году завоевал золото чемпионата Африки в Буфарике в весовой категории до 60 кг.
В 1991 году завоевал золото Всеафриканских игр в Каире в весовой категории до 60 кг.
В 1992 году вошёл в состав сборной Алжира на летних Олимпийских играх в Барселоне. В весовой категории до 60 кг занял 16-е место, подняв в сумме двоеборья 265 кг (115 кг в рывке + 150 кг в толчке) и уступив 55 кг завоевавшему золото Наиму Сулейманоглу из Турции.
В 1993 году завоевал золото чемпионата Африки в Каире и бронзу Средиземноморских игр в Лангедоке-Руссильоне в весе до 64 кг.
В 1995 году выиграл серебряную медаль Всеафриканских игр в Хараре в весе до 64 кг.
В 1996 году вошёл в состав сборной Алжира на летних Олимпийских играх в Атланте. В весовой категории до 64 кг занял 24-е место, подняв в сумме двоеборья 280 кг (120 кг в рывке + 160 кг в толчке) и уступив 55 кг завоевавшему золото Наиму Сулейманоглу из Турции.
Шесть раз участвовал в чемпионатах мира. В 1989 году в Афинах занял 14-е место, в 1990 году в Будапеште — 7-е, в 1991 году в Донауэшингене выбыл в рывке, в 1993 году в Мельбурне стал 14-м, в 1994 году в Стамбуле — 12-м, в 1995 году в Гуанчжоу — 13-м.